# Casa de Manuel Montt
La casa de Manuel Montt es una casa ubicada en Santiago, Chile, que perteneció al presidente de dicho país, Manuel Montt. Fue declarada monumento nacional en 1981.

## Historia
La casona fue construida entre 1830 y 1840 por los propietarios del solar, Filiberto Montt y Luz Goyenechea, la cual reemplazó la arquitectura colonial de la construcción anterior por un estilo neoclásico. Su hija, Rosario Montt Goyenechea, se casó con su primo Manuel Montt Torres en 1839 y, tras la muerte de sus padres, se fue a vivir con su familia a la casa. Manuel Montt fue presidente de Chile entre 1851 y 1861. En la casa también nació Pedro Montt Montt, hijo de Rosario y Manuel, que también ejercería la presidencia de la República, entre 1906 y 1910.
Tras la muerte del matrimonio Montt Montt, la sucesión vendió la casa, pasando por varios propietarios, que incluyen al Centro Republicano Español y la Caja de Empleados Públicos y Periodistas. Finalmente, en la década de 1980, la casa —que había sido declarada Monumento Nacional— fue demolida, salvo su cuerpo de dos pisos, que fue conservado.
Actualmente, la construcción alberga una galería comercial en su primer piso, la Galería Merced 738.